# Vought V-173
Vought V-173 byl technologický demonstrátor letounu vyvinutý americkou společností Vought v období době druhé světové války. Jeho zkoušky byly součástí vývoje stíhacího letounu Vought XF5U pro americké námořnictvo. V-173 byl neoficiálně přezdíván Skimmer, Flying Pancake, či Flying Saucer. Testován byl v letech 1942–1947. Poté jeho provoz ukončila nehoda. Letoun se dochoval jako muzejní exponát.

## Historie

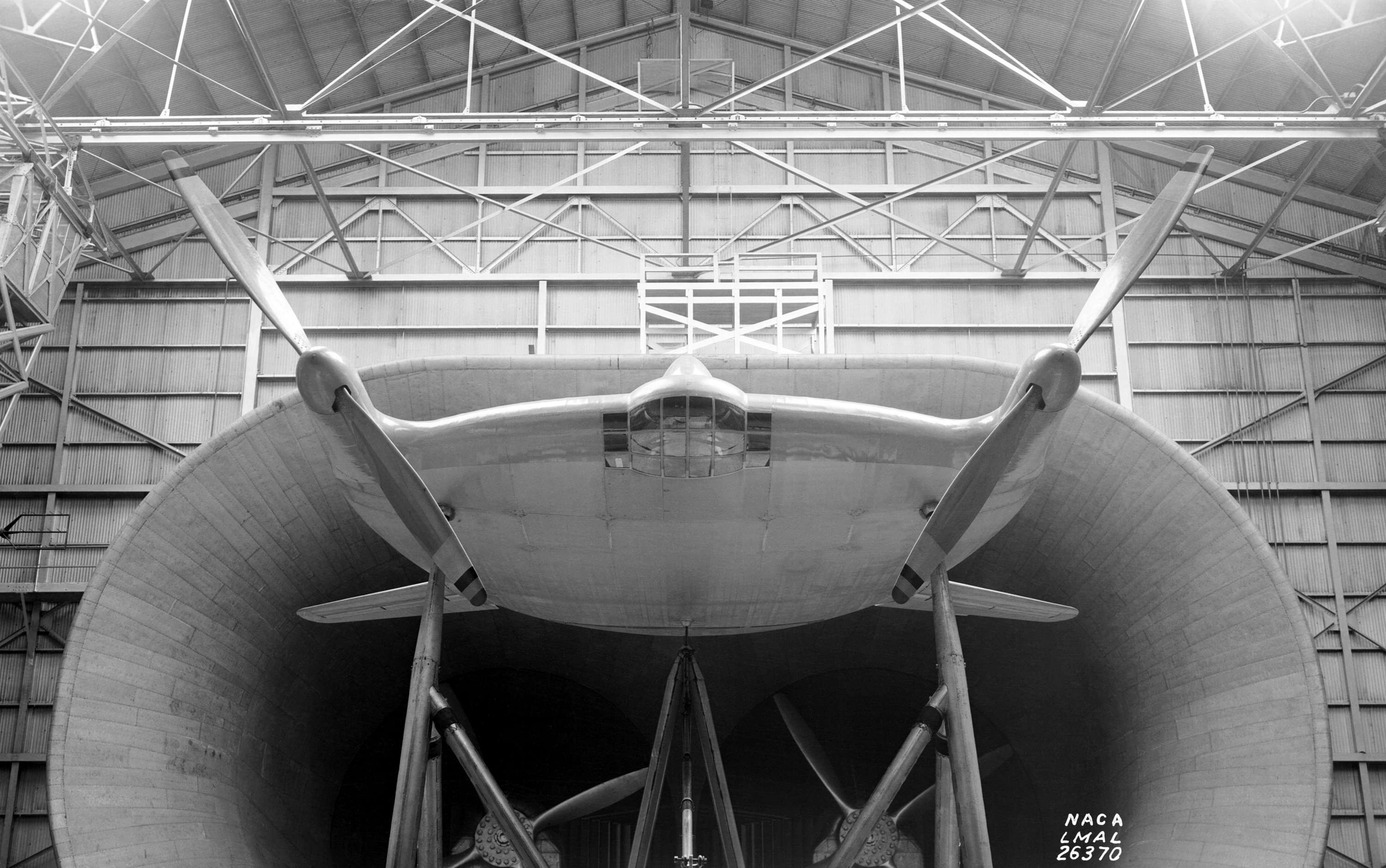
Model demonstrátoru Vought V-173 při zkouškách v aerodynamickém tunelu. Zde ještě s dvoulistými vrtulemi, které byly i na základě těchto zkoušek vyměněny za třílisté.

Americký konstruktér Charles H. Zimmerman ve 30. letech 20. století navrhl koncepci letounu jako vztlakového tělesa s kruhovým křídlem o malé štíhlosti, ofoukávaným velkými protiběžnými vrtulemi, které eliminovaly tzv. vírový odpor. U takto řešeného letounu předpokládal zajímavé vlastnosti blízké letounům STOL a výhodné například pro palubní letouny: vysokou stabilitu, krátký start a přistání společně s velkým rozsahem od minimální po maximální rychlost. Zimmermanův zaměstnavatel NACA však nápad odmítl. Zimmerman proto roku 1935 svou koncepci úspěšně vyzkoušel na malém modelu. O dva roky později se mu podařilo přesvědčit společnost Vought, která jeho nápad ověřila na elektromotory poháněném metrovém modelu V-162. Vývoj dále pokročil když roku 1939 americké námořnictvo souhlasilo s vývojem obdobně koncipovaného palubního stíhacího letounu Vought XF5U. Jeho vlastnosti však měly být napřed ověřeny na zmenšeném technologickém demonstrátoru, kterému bylo přiděleno označení V-173 (předchozí návrhy V-170 až V-172 byly odmítnuty).
První třináctiminutový let V-173 (sériové číslo 02978) proběhl 23. listopadu 1942. Pilotoval jej zkušební pilot Boone Guyton. Do kokpitu V-173 Guyton usedl ještě při dvanácti následujících letech, ale poté se zranil na Vought F4U Corsair. Vystřídalo jej několik dalších továrních a námořních zkušebních pilotů, včetně Charlese Lindbergha při třicátém letu. Zkoušky prokázaly zajímavé vlastnosti letounu, který měl krátký vzlet, létal i při vysokých úhlech náběhu, strmě stoupal a v protivětru se mohl za letu zastavit. Zkoušky neobvykle tvarovaného stroje, připomínajícího létající talíř, neunikly ani veřejnosti, takže jednou byl jeho výskyt i nahlášen policii. Zkušební let V-173 zřejmě byl příčinou několika případů pozorování UFO ze 40. let. Zkoušky V-173 3. června 1943 přerušilo nouzové přistání způsobené poruchou motoru. Ještě závažnější nehodu měl letoun roku 1947, tehdy na leteckém dnu vlétl do drátů vysokého napětí.
Během celého zkušebního programu V-173 absolvoval 190 zkušebních letů o celkové délce 139 hodin. Přestože zkoušky demonstrátoru V-173 potvrdily vlastnosti Zimmermanem navržené koncepce s kruhovým křídlem, vývoj stíhacího letounu Vought XF5U byl zrušen krátce po jeho prvním letu v únoru 1947, neboť již nemohl konkurovat nastupujícím letounům s proudovými motory. Zkoušky byly ukončeny 31. března 1947.
Americké námořnictvo demonstrátor skladovalo v Norfolku a roku 1960 jej předalo do National Air and Space Museum (součást Smithsonova institutu). Nebyl vystaven, ale uložen do depozitáře. Tam jej roku 1970 vyfotil letecký historik Jay Miller. V roce 2002 si V-173 prohlédli zástupci společnosti Vought, čímž začaly snahy o jeho renovaci a vystavení. V roce 2003 byl letoun přepraven do Grand Prairie u Dallasu, aby na něm mohli začít pracovat dobrovolníci z organizace Vought Aircraft Heritage Foundation. Tým dobrovolníků vedl Dick Guthrie. Mimo jiné musel být nahrazen plátěný potah, což si vyžádalo 81 000 ručních stehů. Při náročné renovaci dobrovolníci během osmi let odpracovali více než 25 000 hodin. Následně byl letoun roku 2012 na deset let zapůjčen Frontiers of Flight Museum v Dallasu.

## Konstrukce
Demonstrátor V-173 vykazoval všechny aerodynamická řešení zamýšlená pro XF5U, byl však menší a se slabšími motory. Měl dřevěnou konstrukci potaženou plátnem. Ze zadní strany trupu vystupovaly elevony a dvojice svislých ocasních ploch. V přídi byl jednomístný kokpit. Letoun poháněly dva vzduchem chlazené čtyřválce Continental A-80 o výkonu 59 kW (80 hp). Každý přes reduktor poháněl velkou dřevěnou vrtuli se třemi pevnými listy. Vrtule měla průměr 5,03 m. Kvůli rozměrným vrtulím měl letoun vysoký záďový podvozek a na zemi stál pod úhlem 22°.

## Specifikace

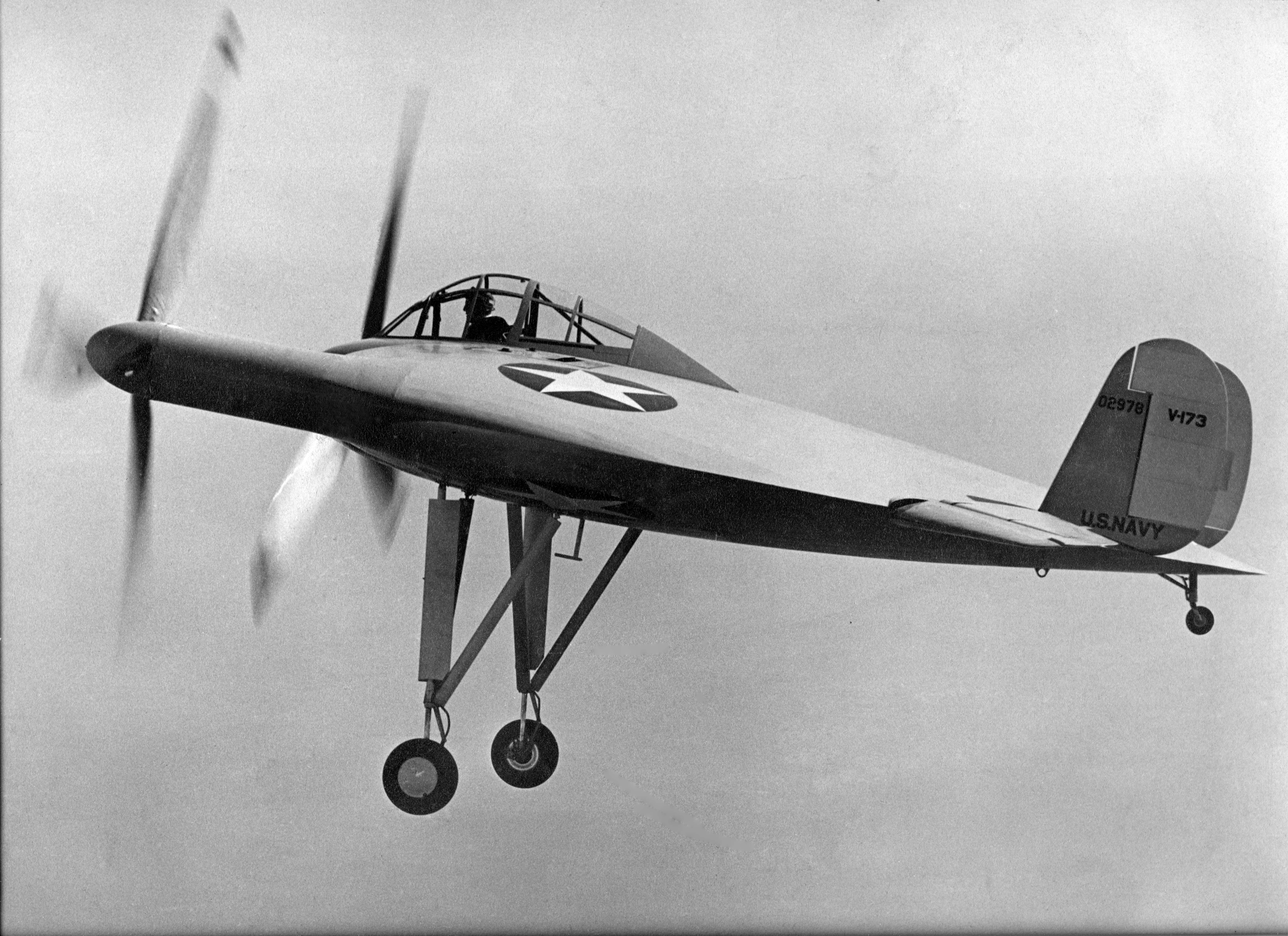
První let demonstrátoru Vought V-173

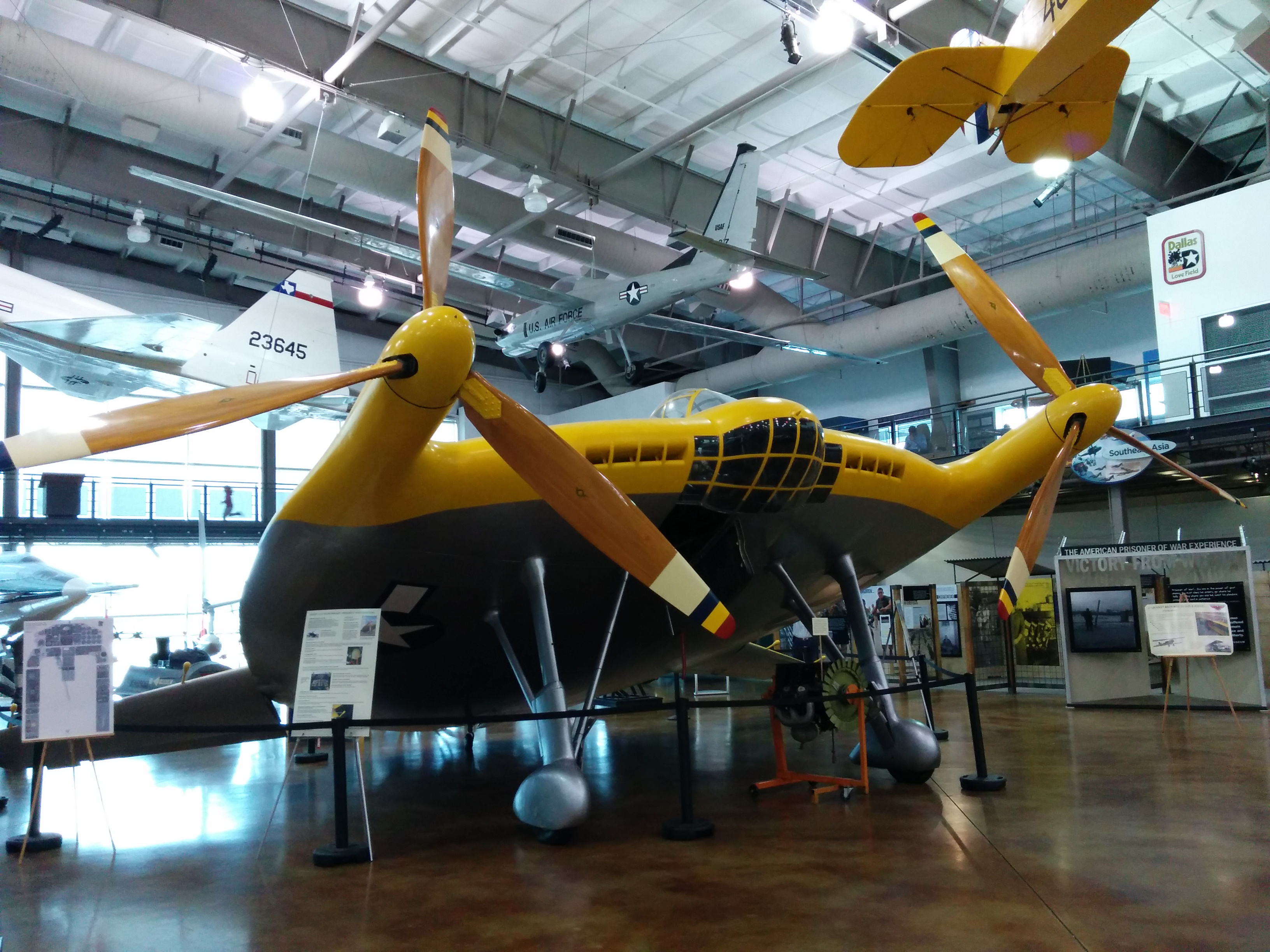
Vought V-173 vystavený ve Frontiers of Flight Museum v Dallasu

### Technické údaje
Citováno podle:
- Osádka: 1
- Rozpětí: 7,11 m (10,65 m včetně elevonů)
- Délka: 8,13 m
- Výška: 3,94 m
- Nosná plocha: 39,67 m²[5]
- Hmotnost prázdného letounu:
- Vzletová hmotnost: 1025–1365 kg
- Maximální vzletová hmotnost:
- Pohonná jednotka: 2× vzduchem chlazený čtyřválec Continental A-80
  - Výkon motoru: 80 hp (59 kW)

### Výkony
- Maximální rychlost: 222 km/h u země
- Čas výstupu do výšky: 7 min do 1524 m
- Délka vzletu: 61 m (za bezvětří)